# Anna Morris
Anna Morris (Cardiff, 13 juni 1995) is een baanwielrenster uit Wales. Ze won brons op de Olympische Spelen van 2024 in Parijs op het onderdeel ploegenachtervolging.

## Carrière
Morris begon zich relatief laat toe te leggen tot het wielrennen op de baan. In 2017 nam ze voor het eerst deel aan de achtervolging op de Britse kampioenschappen baanwielrennen, hier werd ze negende. Op hetzelfde Britse kampioenschap won ze in 2020 zilver bij de achtervolging. Na in 2021 niet te hebben deelgenomen aan wedstrijden op de baan won ze in 2022 drie medailles op de nationale kampioenschappen. Tevens won ze zilver bij de ploegenachtervolging op het wereldkampioenschap, die reed ze samen met Katie Archibald, Neah Evans en Josie Knight. Ook in 2022 nam ze deel aan de Gemenebestspelen, hier haalde ze geen medailles. In 2024 nam ze voor het eerst deel aan de Olympische Zomerspelen. Hier won ze samen met Elinor Barker, Jessica Roberts en Knight brons op de ploegenachtervolging.

## Palmares
| Jaar | BK                                                | EK                                                | WK                                      | Overige                                                               |
| ---- | ------------------------------------------------- | ------------------------------------------------- | --------------------------------------- | --------------------------------------------------------------------- |
| 2017 | 9e achtervolging                                  |                                                   |                                         |                                                                       |
| 2018 |                                                   |                                                   |                                         |                                                                       |
| 2019 | 9e achtervolging                                  |                                                   |                                         |                                                                       |
| 2020 | achtervolging · 5e scratch · 6e 500m tijdrit      |                                                   |                                         |                                                                       |
| 2021 | Geen deelnames                                    | Geen deelnames                                    | Geen deelnames                          | Geen deelnames                                                        |
| 2022 | achtervolging · scratch · puntenkoers · 4e omnium | 4e ploegenachtervolging 5e achtervolging          | ploegenachtervolging · 5e achtervolging | Gemenebestspelen: 4e ploegenachtervolging 6e achtervolging 8e scratch |
| 2023 |                                                   | ploegenachtervolging                              | achtervolging                           |                                                                       |
| 2024 |                                                   | ploegenachtervolging · achtervolging              | ploegenachtervolging                    | Olympische Spelen: · ploegenachtervolging                             |
| 2025 |                                                   | achtervolging · ploegenachtervolging · 5e scratch |                                         |                                                                       |